# Rejean Shero
Rejean Shero, dit Ray Shero (né le 28 juillet 1962 à Saint Paul, dans le Minnesota aux États-Unis et mort le 9 avril 2025) est directeur général des Penguins de Pittsburgh et des Devils du New Jersey de la Ligue nationale de hockey. Son père, Fred, joue au sein des Rangers de New York de 1947 à 1950 puis est entraîneur des Rangers et des Flyers de Philadelphie.

## Biographie

### Carrière de joueur
Shero débute dans l'équipe de hockey de l'université St. Lawrence qui évolue dans le championnat universitaire (NCAA) en 1980. Même s'il est éligible au repêchage d'entrée dans la Ligue nationale de hockey de 1980 et de 1981, il n'est pas sélectionné. Il manque la saison 1981-82 en raison d'une blessure au genou, mais cette fois est tout de même choisi lors du repêchage de 1982. Il est alors sélectionné au cours de la onzième ronde, le 216e joueur choisi, par les Kings de Los Angeles. Il n’évoluera jamais dans la LNH continuant jusqu'en 1985 avec son université. Il est le capitaine de l'équipe lors de ses deux dernières saisons et pour sa dernière année, il est désigné meilleur joueur de l'équipe,.

### Carrière de dirigeant
Entre 1986 et 1993, il est agent de joueurs et il est désigné directeur général adjoint des Sénateurs d'Ottawa en 1993, poste qu’il occupe jusqu’en 1998. Le 30 novembre 1998 il rejoint l’équipe des Predators de Nashville pour assurer la même fonction. Il a été pour beaucoup dans le succès de l’équipe de la Ligue américaine de hockey des Predators en 2003-2004 les Admirals de Milwaukee. L’équipe finit premier du classement et bat en finale de la coupe Calder les Penguins de Wilkes-Barre/Scranton.
Il rejoint le 25 mai 2006 les Penguins de Pittsburgh pour un contrat de 5 ans en tant que directeur général à la place de Craig Patrick. Ce dernier a été à la direction des Penguins pour 17 saisons, les conduisant à deux reprises à la conquête de la Coupe Stanley. Malgré tout, en avril 2006, la direction des Penguins décide qu'il est temps de se séparer de Patrick, l'équipe ayant fini à la 29e place du classement, soit l'avant-dernière place de la LNH.
Pour sa première saison à la tête de l'équipe, il va faire venir Jarkko Ruutu pour muscler le jeu et perturber les équipes adverses par son style de jeu mais également le défenseur Mark Eaton, joueur discret mais régulièrement décisif devant ses buts. Il s'agit également de la première saison de Jordan Staal choisi lors du repêchage ainsi que pour Ievgueni Malkine. Finalement, l'équipe double son total de points au cours de la saison régulière et avec les ajouts de Gary Roberts et Georges Laraque en cours de saison, se qualifie pour les séries éliminatoires. L'aventure est courte pour les Penguins avec une élimination au premier tour contre les Sénateurs mais Shero continue son travail quelques mois plus tard en faisant signer, entre autres, Darryl Sydor et Petr Sýkora au cours de l'été pour étoffer encore l'effectif des Penguins. Le 26 février 2008 est le dernier jour possible des échanges, jour appelé trade dead line. Ray Shero échange Colby Armstrong, Erik Christensen, Angelo Esposito et le choix de première ronde au repêchage de 2008 aux Thrashers d'Atlanta en retour de Pascal Dupuis et Marián Hossa. Le même jour, l'équipe fait venir Hal Gill en provenance des Maple Leafs de Toronto pour muscler sa défense. Les trois nouvelles arrivées vont grandement aider l'équipe pour finir à la première place de la division que ce soit par la présence physique de Gill (2,01 mètres) ou en associant en attaque Dupuis, Hossa et le capitaine de l'équipe Sidney Crosby. Lors de la saison 2008-2009, les Penguins remportent la Coupe Stanley.
Le 20 septembre 2010, il signe une prolongation de contrat avec les Penguins pour cinq nouvelles saisons. Après plusieurs déceptions éliminatoires, notamment en 2011, alors que les Penguins échappent une avance de 3 à 1 au premier tour, en 2012, où les Penguins sont pulvérisés par les Flyers au premier tour, et un effondrement au 2e tour en 2014 face aux Rangers de New York, Ray Shero est congédié trois jours après l'élimination hâtive de son équipe.
Il meurt le 9 avril 2025.

## Statistiques
| Saison    | Équipe                  | Ligue |    | PJ | B  | A  | Pts | Pun |
| 1980-1981 | Université St. Lawrence | NCAA  | 32 | 12 | 13 | 25 | 28  |     |
| 1982-1983 | Université St. Lawrence | NCAA  | 36 | 19 | 26 | 45 | 28  |     |
| 1983-1984 | Université St. Lawrence | NCAA  | 32 | 15 | 27 | 42 | 46  |     |
| 1984-1985 | Université St. Lawrence | NCAA  | 25 | 12 | 11 | 23 | 34  |     |